# 罗伯特·克朗姆
羅伯特·丹尼斯·克朗姆（英語：Robert Dennis Crumb，姓氏發音：/krʌm/，1943年8月30日—）是一名美國漫畫家和音樂家，其落款通常是R. Crumb。他的作品常表露出19世紀末到20世紀初的美國通俗文化和諷刺美國當時的情況。
他是一個非常多產的藝術家，為1960年代地下漫畫發展貢獻許多創新作品，包括創辦當時首部成功地下漫畫出版品、發行16刊的《反叛》，之後繼續創作《東村軼聞》和其他出版品，包括大量短篇和單篇漫畫小品。在這段時間內，他受1920至1930年間迷幻藥和卡通風潮影響，他開始創作出各種爆紅漫畫角色，其中包括怪貓菲力茲和自然先生等等。這些內容時常充斥色情，間接催生出色情漫畫和成人漫畫。1970年代中期地下漫畫衰退，其作品也慢慢轉換成傳記式和自傳式繪畫主題，他同時也受到19世紀末和20世紀初漫畫風格影響，重新形成一種生硬且交插網底式的墨線手繪風格。克朗姆很多作品都刊載於他所創作的雜誌《怪人》，在非主流漫畫領域中是一部優秀出版品，而其作品隨著時間慢慢變得具有自傳性，像是在書寫他自己。

## 早年（1943–1966）
1943年8月30日，羅伯特·丹尼斯·克朗姆生於賓州費城。其父查爾斯·V·克朗姆著有《高效訓練（Training People Effectively）》一書，同時也是畫齡20年的插畫家，其母碧雅翠絲為家庭主婦，但兩人婚姻並不愉快，共育有3男2女，其中2名男孩受精神疾病困擾。克朗姆12歲時在校表現中庸，其老師很反對他畫漫畫。
受華特·凱利和弗萊舍爾兄弟等人漫畫作品影響，羅伯特和兄弟們私下畫漫畫，他畫功精進歸功於查爾斯不斷地對其畫作提出建議。在1958年，他們模仿當紅雜誌正式自費出版刊物，一家家叫賣並得到不錯報酬，這奠定了羅伯特日後漫畫事業。

## 事業
在1962年，克朗姆在俄亥俄州找到了他的第一份工作，在一家公司畫卡片上的插畫，他在公司裡待了4年，為公司製作出數以百計的卡片，當時他老闆要求他改變成較可愛的畫風。
在2007年，羅伯特·丹尼斯·克朗與知名潮流品牌Supreme合作推出聯名系列商品“Supreme×Robert Crumb – 2007 Don't Touch Me!”T賉。